# Kapala furcata
Kapala furcata (лат.) — вид паразитических наездников рода Kapala из семейства Eucharitidae подотряда стебельчатобрюхие перепончатокрылые насекомые. Паразитоиды личинок и куколок муравьев (Formicidae). Обнаружены на растениях следующих видов: мексиканская слива (Spondias purpurea, сумаховые), Mikania sp. (астровые), Gossypium hirsutum (Malvaceae) и Melicocca bijuga (сапиндовые). Таксон был описан в 1804 году датским энтомологом Иоганном Фабрицием в составе рода Eucharis, а в 1884 году английский энтомолог Питер Камерун (Peter Cameron) сделал его типовым видом рода Kapala Cameron, 1884.

## Распространение
Неотропика (Аргентина, Бразилия, Гватемала, Коста-Рика, Панама) и Неарктика (США).